# Lucio Flavio Silva
Lucio Flavio Silva Nonio Basso (in latíno: Lucius Flavius Silva Nonius Bassus; ante 48 – dopo l'81) è stato un generale romano.

## Biografia
Era parente di Caio Salvio Liberale Nonio Basso e nativo di Urbs Salvia, dove edificò un anfiteatro. Il suo cursus honorum cominciò come triumvir capitalis (relativa ad un collegio che aveva responsabilità in relazione alle pene capitali), fu poi tribunus militum presso la Legio IV Scythica, quindi questore, tribuno della plebe e infine legatus legionis della Legio XXI Rapax. Entrò a far parte del senato sotto l'imperatore Nerone. Durante l'impero congiunto di Vespasiano e Tito fu accolto tra i pretori.
Nel corso della prima guerra giudaica, fu posto al comando della Legio X Fretensis dopo la morte di Sesto Lucilio Basso (dalla fine del 72) e diresse, nell'anno 73, le operazioni di assedio che portarono alla conquista della fortezza di Masada, controllata da un gruppo di ebrei zeloti fin dall'anno 66. In seguito alla vittoria fu nominato governatore romano della provincia di Giudea (con il titolo di legatus Augusti pro praetore provinciae Iudaea) compito che assolse tra la fine del 72 (o gli inizi del 73) e l'80.
A Roma fece parte del Collegio dei Pontefici; fu anche tribuno della plebe e nell'anno 81 raggiunse alla carica di consul ordinarius.
Gli storici discutono sull'esito della vita di Silva. Dopo la morte di Tito, probabilmente fu vittima del terrore instaurato da Domiziano, che cominciò una purga per liberarsi dei comandanti militari popolari che considerava potenziali rivali. Al momento della sua caduta in disgrazia, i riferimenti a Silva furono cancellati dagli archivi romani secondo la damnatio memoriae.

## Cultura di massa
In Masada, serie televisiva statunitense del 1981, la parte di Lucio Flavio Silva era interpretato dall'attore Peter O'Toole.